# Продуцентите (сериал)
„Продуцентите“ (на корейски: 프로듀사; на английски: The Producers) е южнокорейски сериал, който се излъчва от 15 май до 20 юни 2015 г. по KBS2.

## Сюжет
Сериалът разказва за живота в развлекателната индустрия. В центъра на Йоидо е сградата на KBS. На шестия етаж са разположени офисите на служителите, които са доста заети да продуцират популярни тв предавания, като спазват забързаните графици за заснемане, монтаж и срещи през цялата нощ.

## Актьори
- Ким Су-хьон – Пек Сънг-чан
- Гонг Хьо-джин – Так Йе-джин
- Ча Те-хьон – Ра Джун-мо
- Ай Ю – Синди